# Diòcesi de Màlaga
La diòcesi de Màlaga (en llatí: Dioecesis Malacitana) és una seu episcopal dependent de l'arxidiòcesi de Granada, a Espanya. La seva seu és la Catedral de l'Encarnació de Màlaga.

## Territori
La diòcesi comprèn la província de Màlaga i la ciutat de Melilla. La seu episcopal és la ciutat de Màlaga, on està la catedral de Santa María de l' Encarnación.
El territori es divideix en 250 parròquies, agrupades en 16 arxiprestats.

### Arxiprestats
- - Santa María de la Victoria
    - Arxipreste: Federico Cortés Jiménez

  - Cristo Rey
    - Arxipreste: Miguel Ángel Gamero Pérez

  - Virgen del Mar
    - Arxipreste: José Antonio Sánchez Herrera

  - Los Ángeles
    - Arxipreste: Antonio Aguilera Cabello

  - San Cayetano
    - Arxipreste: José Fenoy Molinero

  - San Patricio
    - Arxipreste: Miguel Ángel Criado Claros

  - Álora
    - Arxipreste: Francisco Javier Sánchez-Cano Núñez

  - Coín
    - Arxipreste: José Ruiz Córdoba

  - Fuengirola-Torremolinos
    - Arxipreste: Manuel Jiménez Bárcenas

  - Marbella-Estepona
    - Arxipreste: José López Solórzano

  - Ronda y Serranía
    - Arxipreste: José Luis Pastor González

  - Antequera
    - Arxipreste: José Amalio González Ruiz

  - Archidona-Campillos
    - Arxipreste: Rubén Darío Reale Musaime

  - Axarquía Interior
    - Arxipreste: Rafael López Cordero

  - Axarquía Costa
    - Arxipreste: Miguel Ángel Alonso Oliva
- Vicaria de Melilla, cuenta 1 arciprestazgo:
  - Vicari i Arxipreste de Melilla: Roberto Rojo Aguado

## Història
Probablement la diòcesi de Màlaga es va erigir a la fi del segle i, després de l'evangelització d'Espanya pels set Homes apostòlics enviats pels sants Pere i Pau. No obstant això, el primer bisbe del qual es té notícia és sant Patrici, que va participar en el Concili d'Elvira (300 - 313). Després d'ell no es tornen a tenir notícies fins al 579.
Durant la dominació àrab les notícies es fan més rares; des de la fi del VII al XII es coneixen solament cinc bisbes.
Des del segle xiii fins al XV es van nomenar bisbes titulars per a la seu, encara que no van poder residir a la ciutat. Després de la Reconquesta cristiana, la diòcesi va ser rehabilitada el 4 d'agost de 1486, i el 10 de desembre de 1492 es fa sufragània de l'arxidiòcesi de Granada.
En 1587 es va instituir el seminari diocesà, que canviarà a un edifici nou en 1819 i serà transferit a l'actual seu en 1924.
En 1719 el bisbe Giulio Alberoni, també primer ministre de Felip V va haver d'exiliar-se per motius polítics: la conquesta de Sardenya i Sicília, promogudes durant el seu ministeri, havia atret contra Espanya una possible aliança de les potències europees i, davant el risc d'una conflagració, Felip V va preferir sacrificar al seu ministre. Es va refugiar a Itàlia, on també va haver de sostreure's a les ires del papa Climent XI, que va voler empresonar-lo. Roman amagat fins a la mort del pontífex (1724) i ja segur a Roma, va renunciar a la seu de Màlaga en 1725.

## Estadístiques
| any                                          | població   | població  | població | sacerdots | sacerdots       | sacerdots       | sacerdots              | diaques | religiosos | religiosos | parròquies |
| -------------------------------------------- | ---------- | --------- | -------- | --------- | --------------- | --------------- | ---------------------- | ------- | ---------- | ---------- | ---------- |
| any                                          | batejats   | total     | %        | total     | clergue secular | clergue regular | batejats por sacerdote | diaques | homes      | dons       |            |
| 1950                                         | 661.146    | 667.102   | 99,1     | 145       | 107             | 252             | 2.623                  | 0       | 162        | 1.510      | 193        |
| 1970                                         | 977.992    | 983.896   | 99,4     | 279       | 147             | 426             | 2.295                  | 1       | 239        | 1.641      | 230        |
| 1980                                         | 1,021.000  | 1,053.000 | 97,0     | 290       | 184             | 474             | 2.2154                 | 0       | 273        | 1.560      | 258        |
| 1990                                         | 1,1000.000 | 1,302.000 | 84,5     | 259       | 137             | 396             | 2.777                  | 12      | 209        | 1.250      | 263        |
| 2000                                         | 1,235.653  | 1,300.688 | 95.0     | 263       | 109             | 372             | 3.321                  | 15      | 187        | 971        | 249        |
| 2004                                         | 1,371.185  | 1,443.353 | 95,0     | 270       | 128             | 398             | 3.445                  | 16      | 207        | 929        | 250        |
| 2013                                         | 1,230.823  | 1,641.098 | 75,0     | 209       | 133             | 342             | 3.598                  | 15      | 202        | 987        | 251        |
| Fuente:The Hierarchy of the Catholic Church. |            |           |          |           |                 |                 |                        |         |            |            |            |